# Себастьяно Річчі
Себастья́но Рі́ччі (італ. Sebastiano Ricci; 1 серпня 1659, Беллуно — 15 травня 1734, Венеція) — італійський художник доби бароко. Венеційська школа.

## Життєпис. Ранні роки
Батьки — Лівіо та Адреана Річчі. Родина мешкала в Беллуно, де і хрестили сина 1 серпня 1659 року. Точних відомостей про вчителів не збережено. Вважають, що навчався у художника Себастьяно Маццоні або у Федеріко Червеллі, що був послідовником Луки Джордано.
Була якась неприємність в стосунках з жінкою, що завагітніла від нього. Мав звинувачення у отруєнні тієї жінки, був заарештований та запроторений у в'язницю. Стосунки налагодились, по допомозі впливової родини Пізані був звільнений з в'язниці і узяв шлюб з тією жінкою, що народила від нього дитину.
Художнє навчання продовжив у місті Болонья під керівництвом Джан Джузеппе дель Соле, художника — декоратора. Декоративність стане головною рисою творчої манери художника як в релігійних, так і міфологічних композиціях.
Серед перших замовників Себастьяно Річчі — володар Мантуї Раннучо II Фарнезе. У 1686 році художник виконав релігійний образ « Оплакування Христа» для церкви Нуово Капуцино. У 1687—1688 роках він створив серію полотен зі сценами життя папи римського Павла III для палацу герцогині Фарнезе в місті П'яченца. Папа Павло III теж походив з родини Фарнезе.

## Нові пригоди, нове ув'язнення

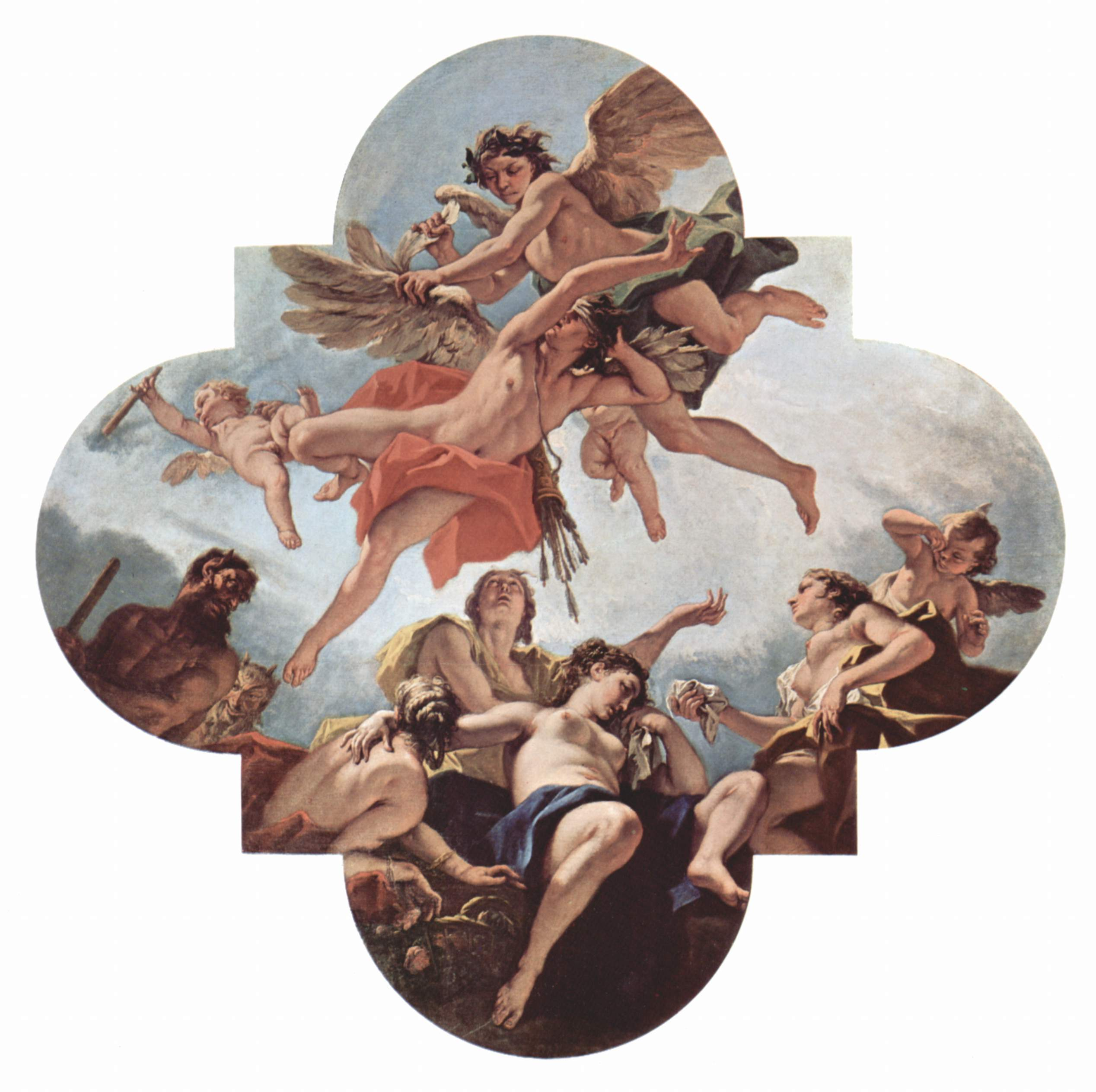
Плафон «Покарання Амура».

Перший вимушений шлюб художника був досить невдалий. Про це свідчить нова любовна пригода Себастьяно. Він потайки покинув дружину з дочкою у Болоньї і втік з новою коханкою (дочкою художника Джованні Франческо Перуццині) у Турин. Авантюра закінчилася новим судовим переслідуванням і ув'язненням тепер уже в Турині. Художник мав вирок і покарання смертю. Але клопотаннями свого патрона герцога Раннучо II Фарнезе його звільняють. Герцог дає йому шанс утамувати темперамент і відсилає його у Рим.
В Римі Себастьяно копіював по замові герцога фреску Рафаеля Санті «Коронація Карла Великого», яку передали королю Франції Луї XIV. В грудні 1594 року помер покровитель художника — Раннучо II Фарнезе. Себастьяно покинув Рим і перебрався у Мілан. Перебування в Мілані означене працею над релігійними образами для каплиці церкви Сан-Бернардино деі Морті та знайомством з творами художника Алессандро Маньяско. Трагізм світосприйняття та песимізм Маньяско залишили Себастьяно Річчі байдужими. Прихильник насолод і радісних сторін життя був далеким від філософських узагальнень. А його картини і фрески переповняли численні фігури із міфів чи Біблії і яскраві, святкові фарби навіть в драматичних сценах (« Мойсей та дочки Іофора», «Двобій Геракла з кентавром Нессом», «Покарання Амура» тощо.) Чимала кількість картин присвячена еротичним міфологічним сценам, через що художника вважають попередником і першим представником стилю рококо у венеційському живописі.

## Перебування в Венеції і Флоренції
У 1698 році Себастьяно Річчі повернувся у Венецію, але час від часу покидає її, бо приймає замови з інших міст . Художнім авторитетом для митця в цей час став декоративний хист Паоло Веронезе, відомого венеційського художника доби Відродження. Серед найцікавіших замов цього періоду — фрески для палацу Маручеллі — Фенци у Флоренції та декоративні твори у палаці Пітті. Популярність Себастьяно Річчі зростає і перетинає кордони італійських князівств.

## Перебування у Англії
У 1712 році Себастьяно Річчі відбув у Англію разом з помічниками (племінником та Марко Річчі). По замові лорда Барлінгтона вони виконали серію з восьми картин на міфологічні сюжети. Створили вони і декор в каплиці палацу Кеннонс. Перебування в Англії тривало чотири роки, після чого Річчі перебрався у Париж, відомий мистецький центр ще з 17 століття. У 1718 році Королівська академія живопису і скульптури в Парижі обрала художника своїм членом за міфологічну картину « Тріумф Мудрості» .
Учнями Себастьяно Річчі були художники Франческо Фонтебассо і Марко Річчі.

## Вибрані твори
- «Оплакування Христа»

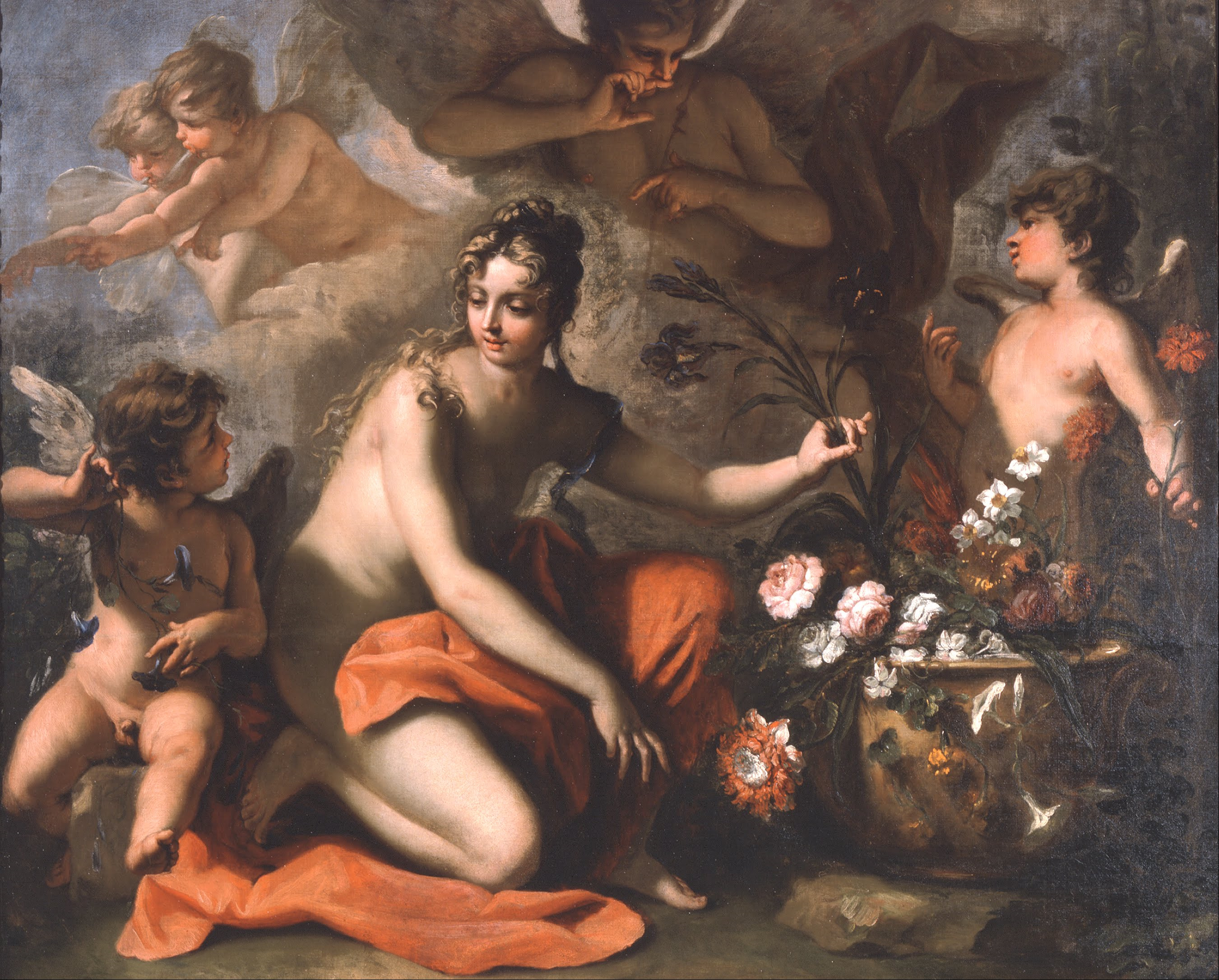
Себастьяно Річчі. «Флора», до 1716 р., Художній музей Блентон, Техас.

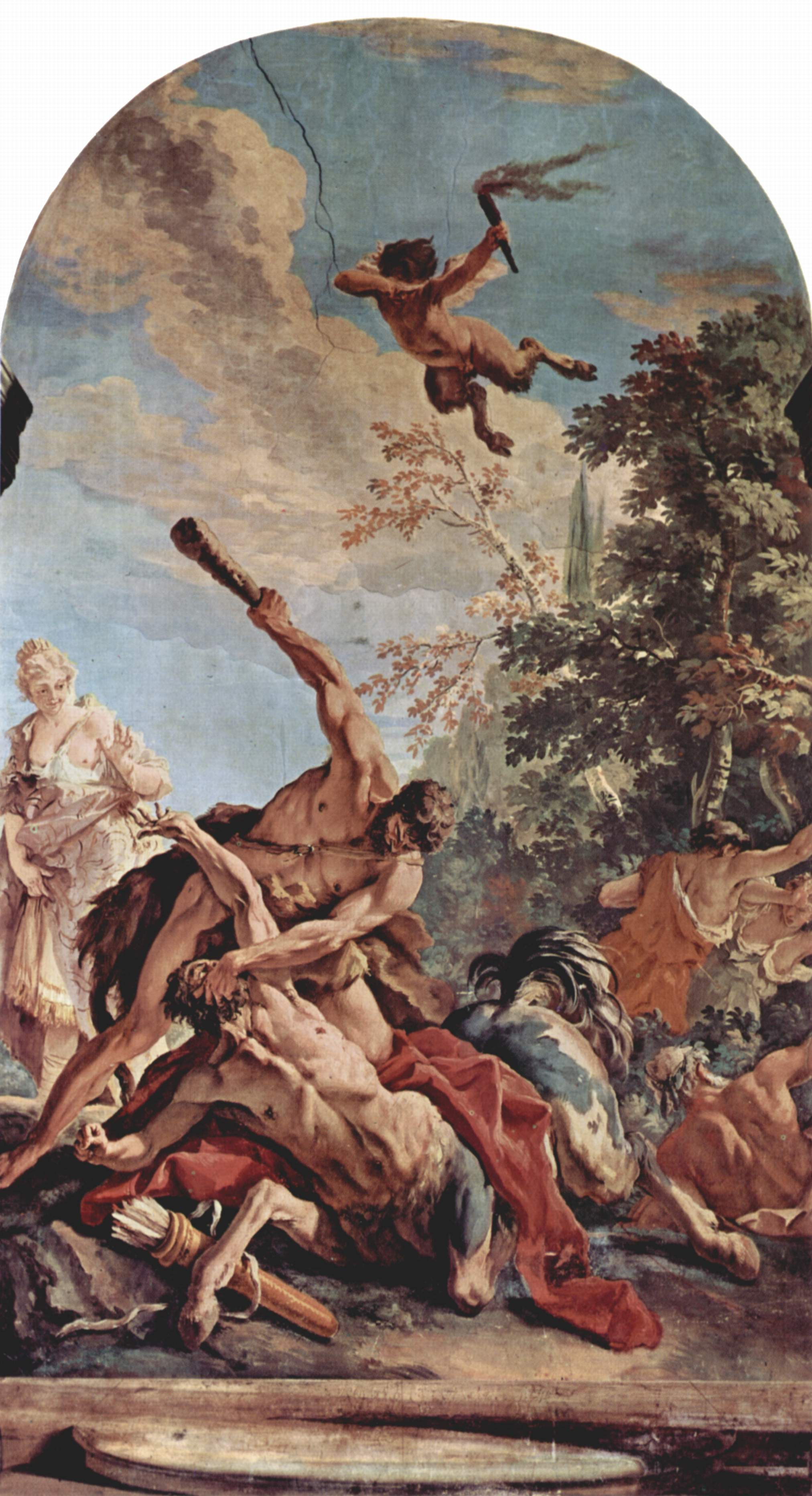
Себастьяно Річчі. «Двобій Геракла з кентавром Нессом», до 1707 р., Палац Мацукеллі-Фенці, Флоренція.

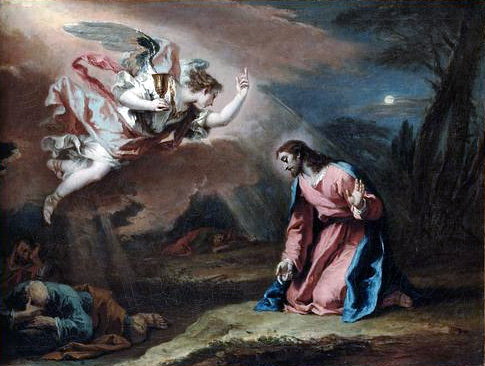
«Моління про чашу».

- "Папа Павло ІІІ ініціює мирну угоду між королем Франціском І та імператором Карлом V "
- «Апофеоз папи Павла ІІІ»
- «Молитва Папи Григорія перед Мадонною задля позбавлення від чуми»
- «Янгол — охоронець»
- «Теодолінда засновує базиліку»
- «Нептун та Амфітріта»
- «Сусанна і старці»
- «Венера і Амур»
- "Аврора і Тітон "
- «Селена і Ендміон»
- «Дитинство Ромула і Рема»
- «Причастя Св. Марії Єгипетської»
- «Розп'яття з передстоячими Мадонною і святими»
- «Відсіч голови Св. Івана Предтечі»
- «Мадонна з немовлям і святими»
- «Родина перського царя Дарія перед Олександром Македонським»
- «Вивільнення Апостола Петра з в'язниці»
- «Єсфір перед царем Артаксерксом»
- «Геркулес після двобою з Какусом»
- «Двобій Геракла з кентавром Нессом»
- «Венера і Сатир»
- «Мойсей та дочки Іофора»
- «Купання Вірсавії»
- «Ассунта»
- «Покарання Амура»
- «Свята Родина зі святою Єлизаветою»
- «Христос в домі Симона фарисея» (Христос і грішниця)
- «Купідон перед Юпітером»
- «Вакх та Аріадна»
- «Богиня Діана та німфи»
- «Сусанна перед Данилом»
- «Ідолослужіння царя Соломона»
- «Агар в пустелі»
- «Екстаз Святої Терези Авільської»
- «Зустріч Ревекки і Елеазара біля колодязя»
- «Христос і грішниця»

## Галерея творів

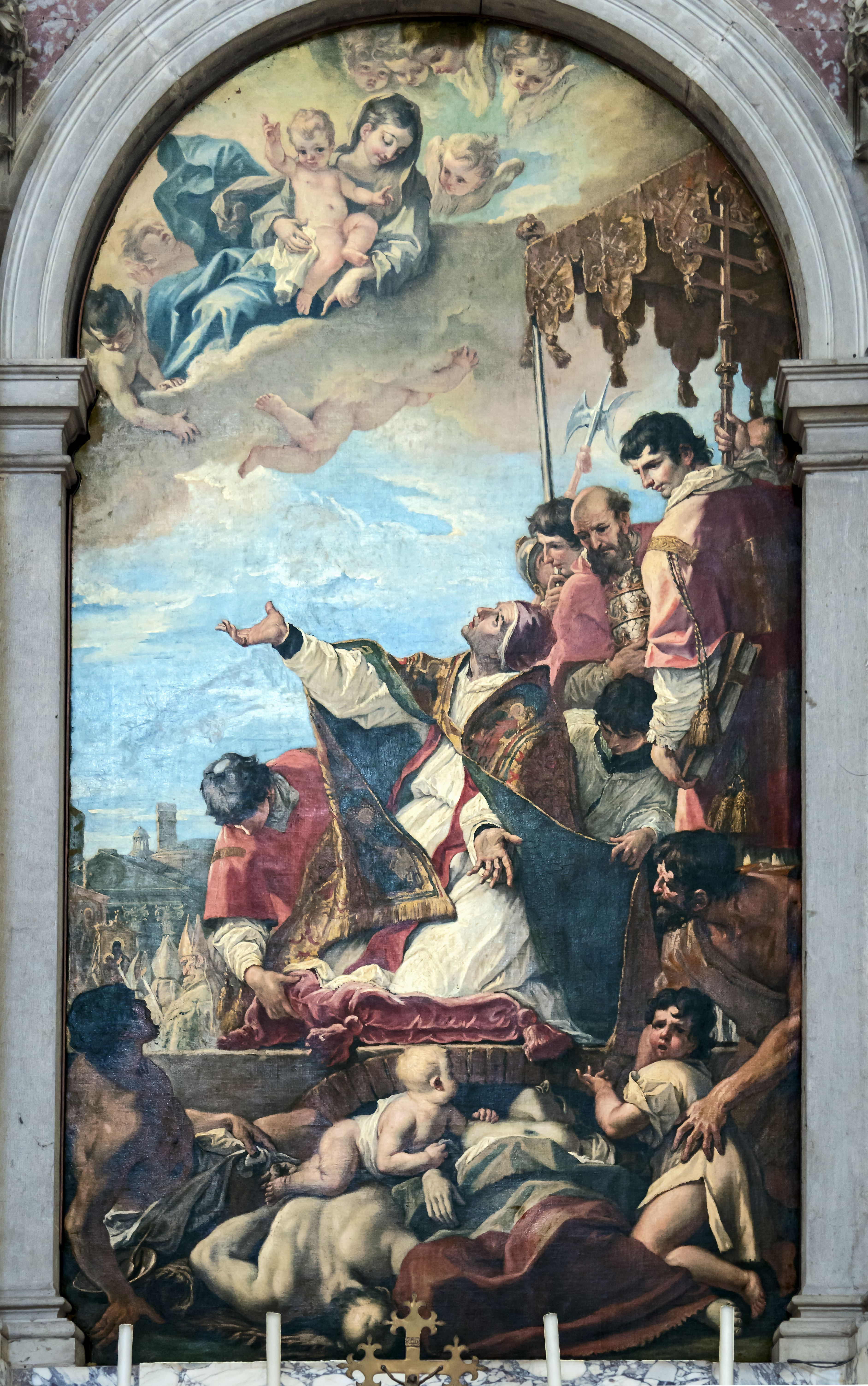
«Молитва Папи Григорія перед Мадонною задля позбавлення від чуми»
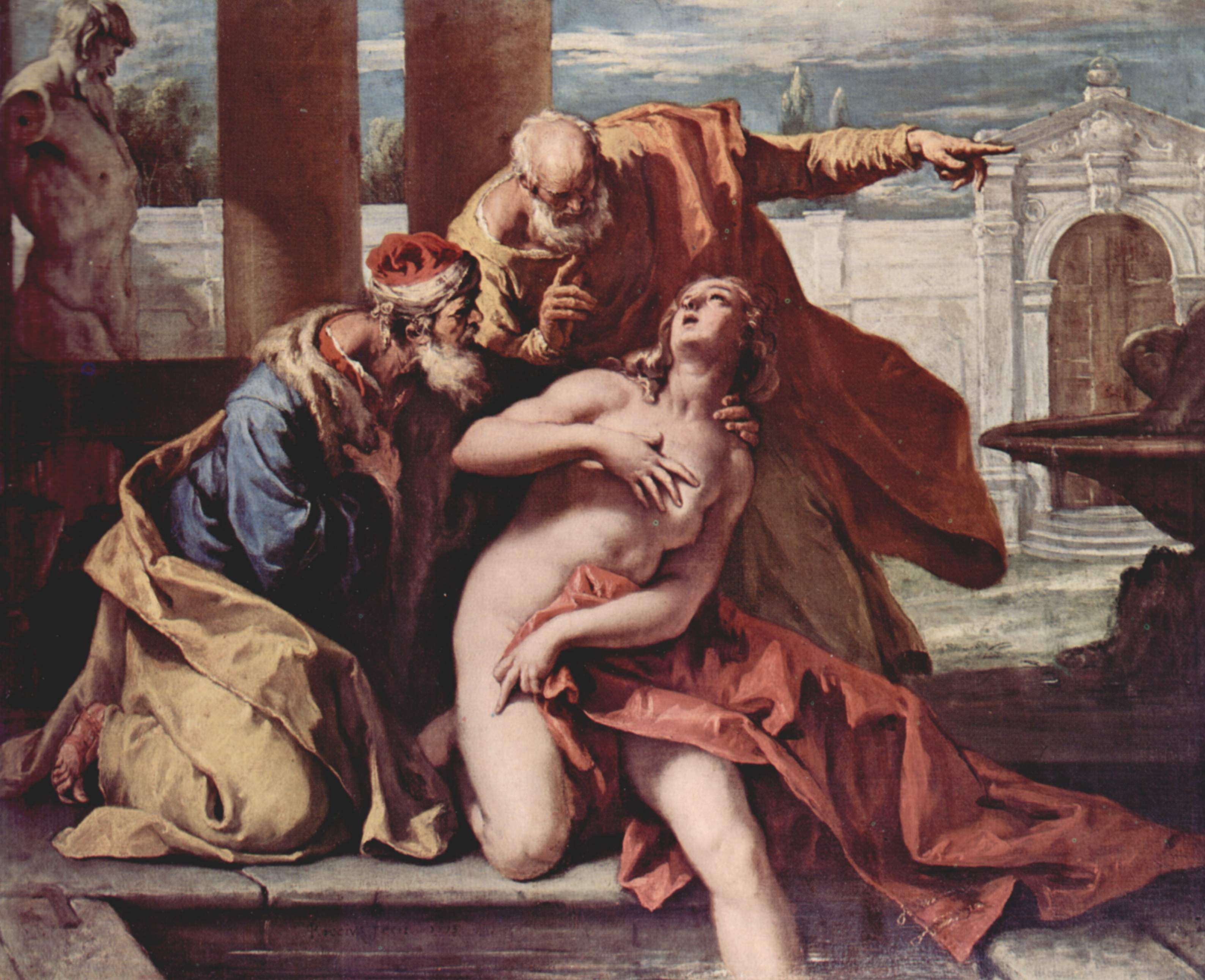
«Сусанна і старці»
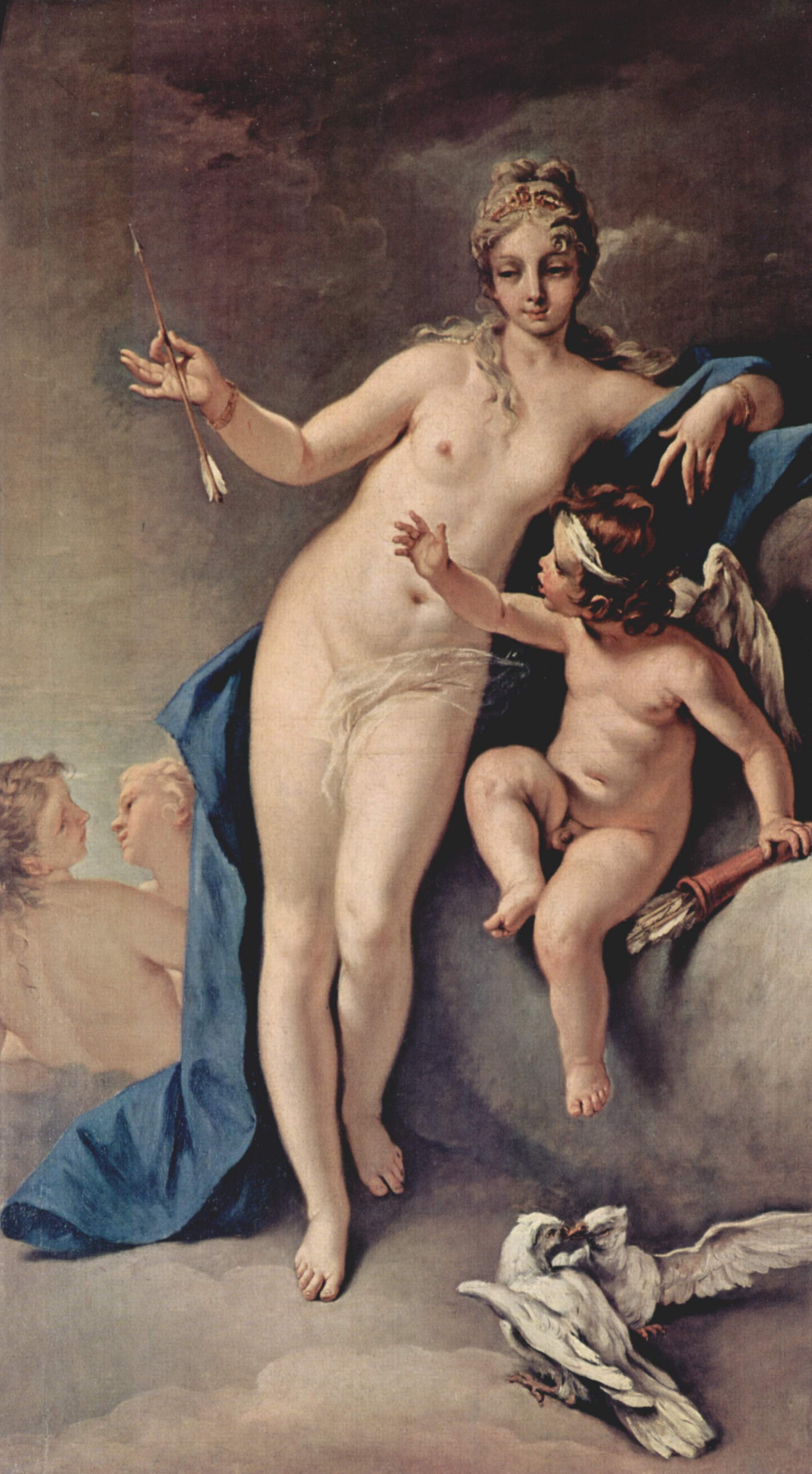
«Венера і Амур»
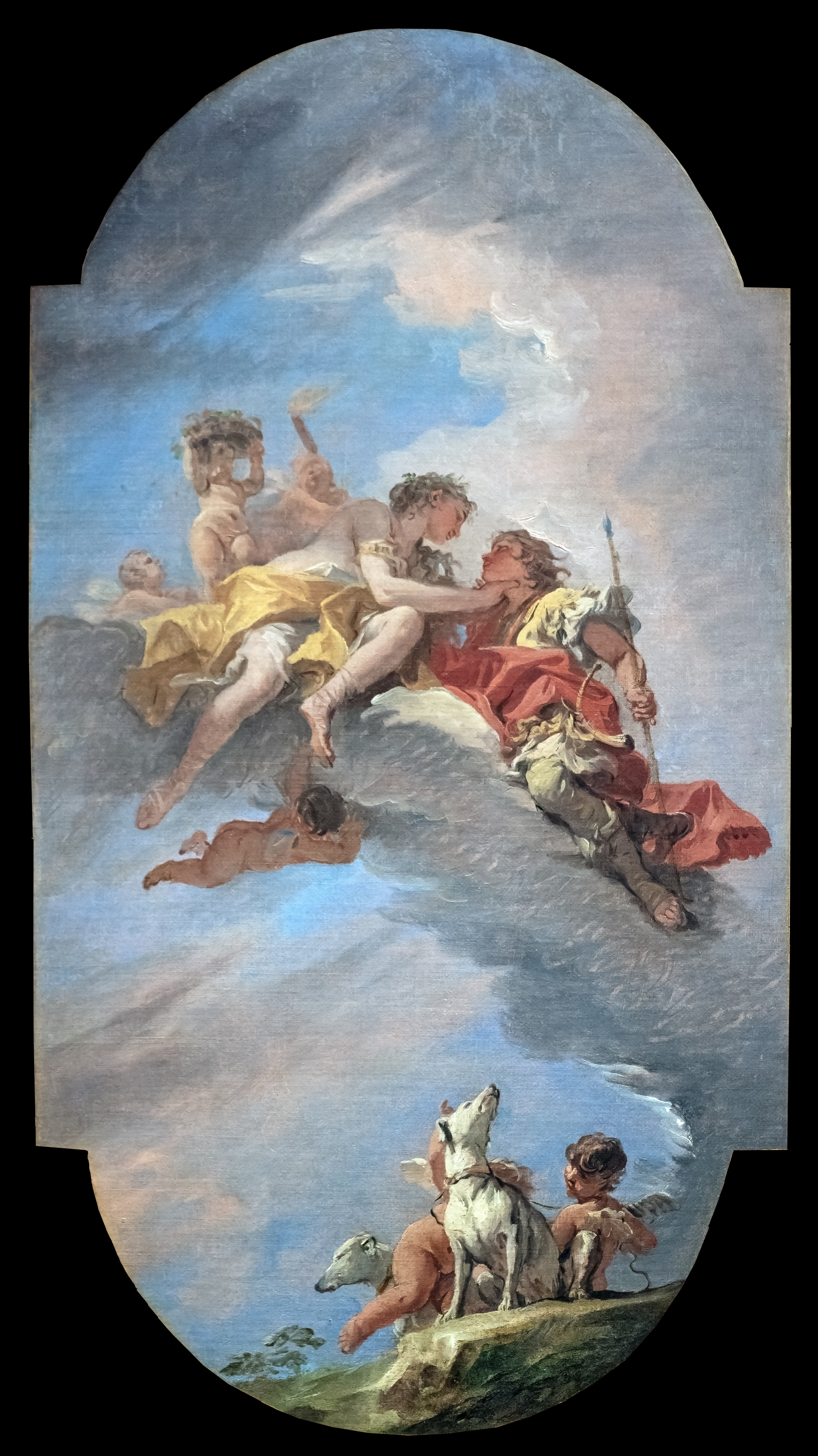
Плафон «Венера і Адоніс»
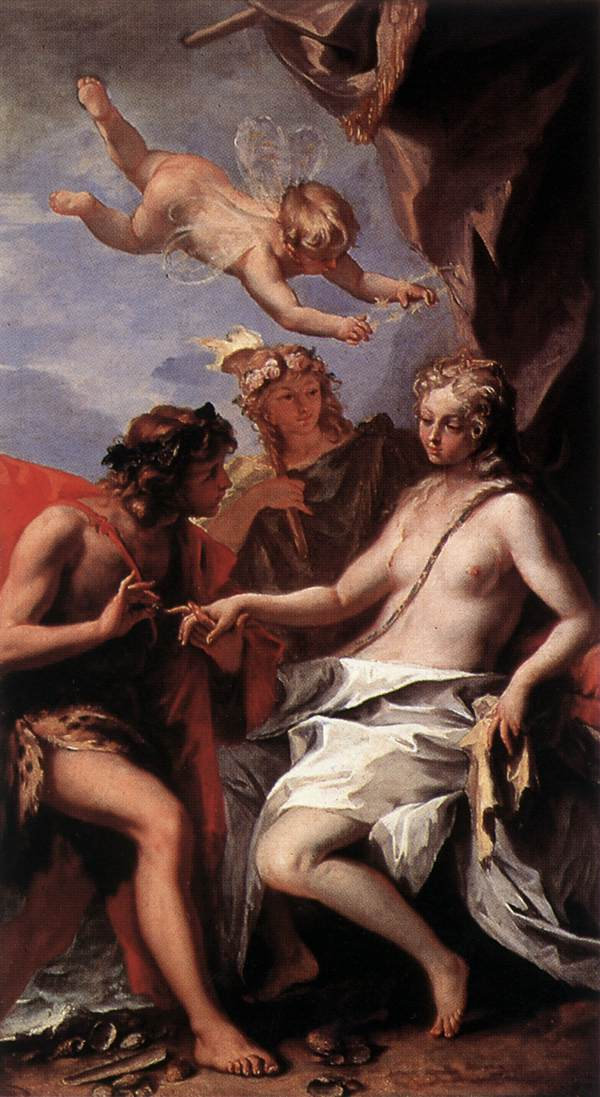
«Вакх та Аріадна»
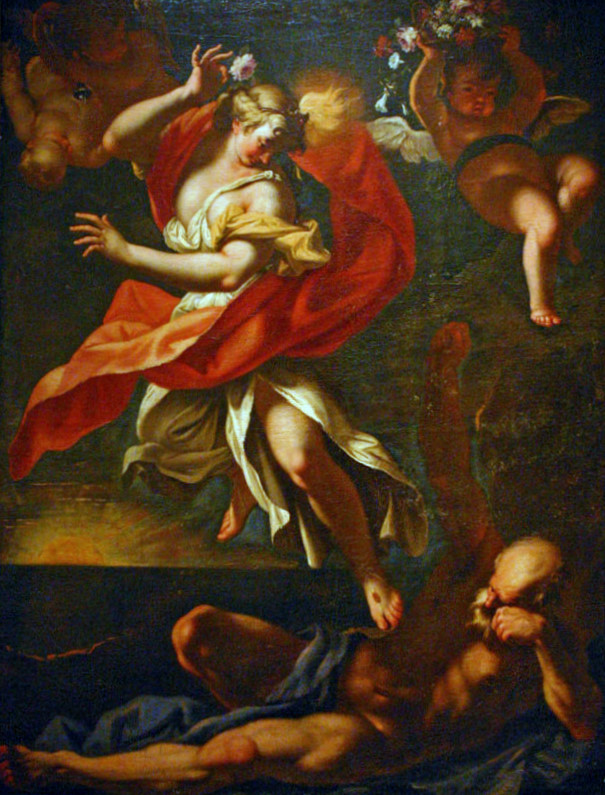
«Аврора і Тітон»
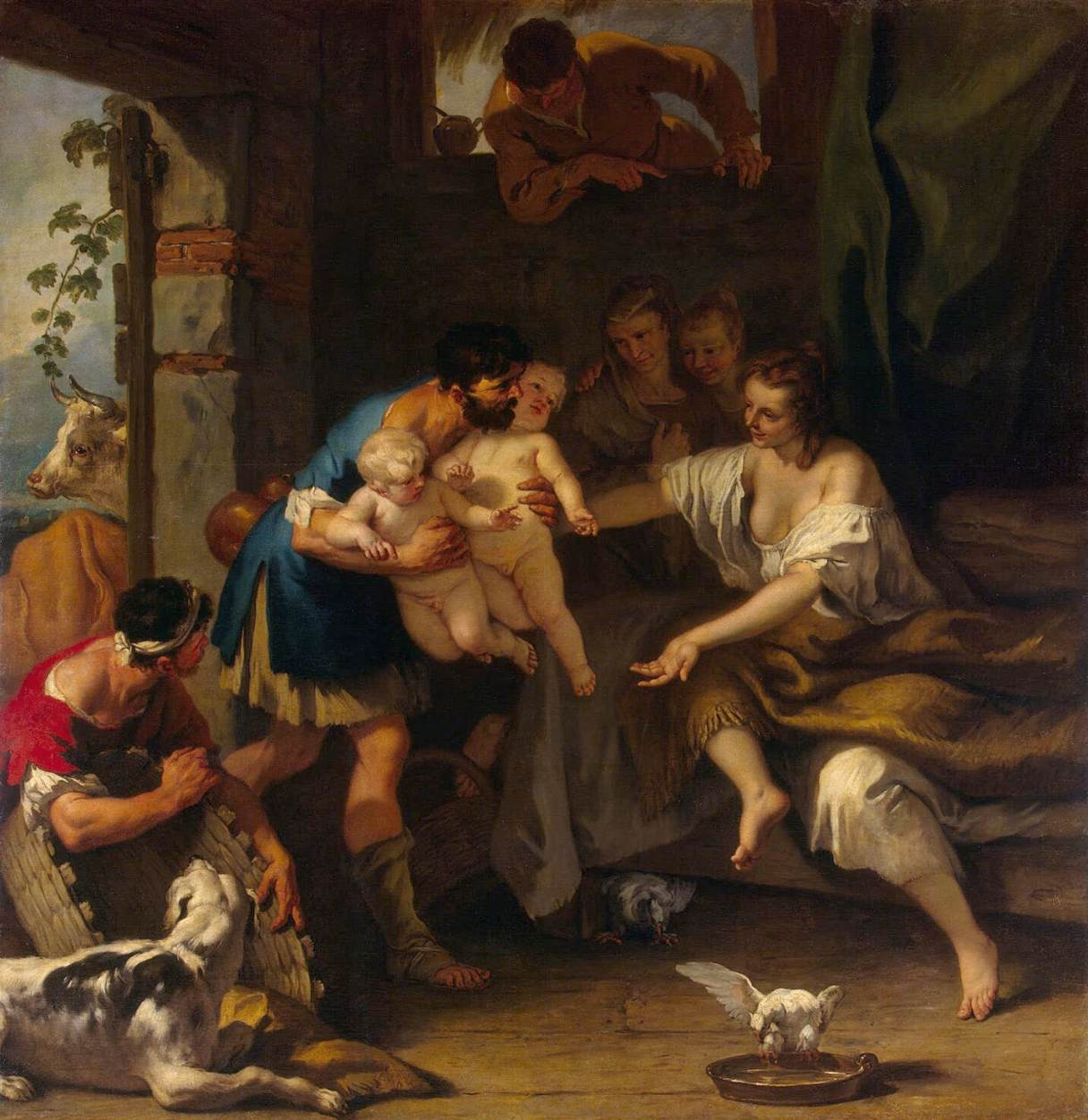
«Дитинство Ромула і Рема»
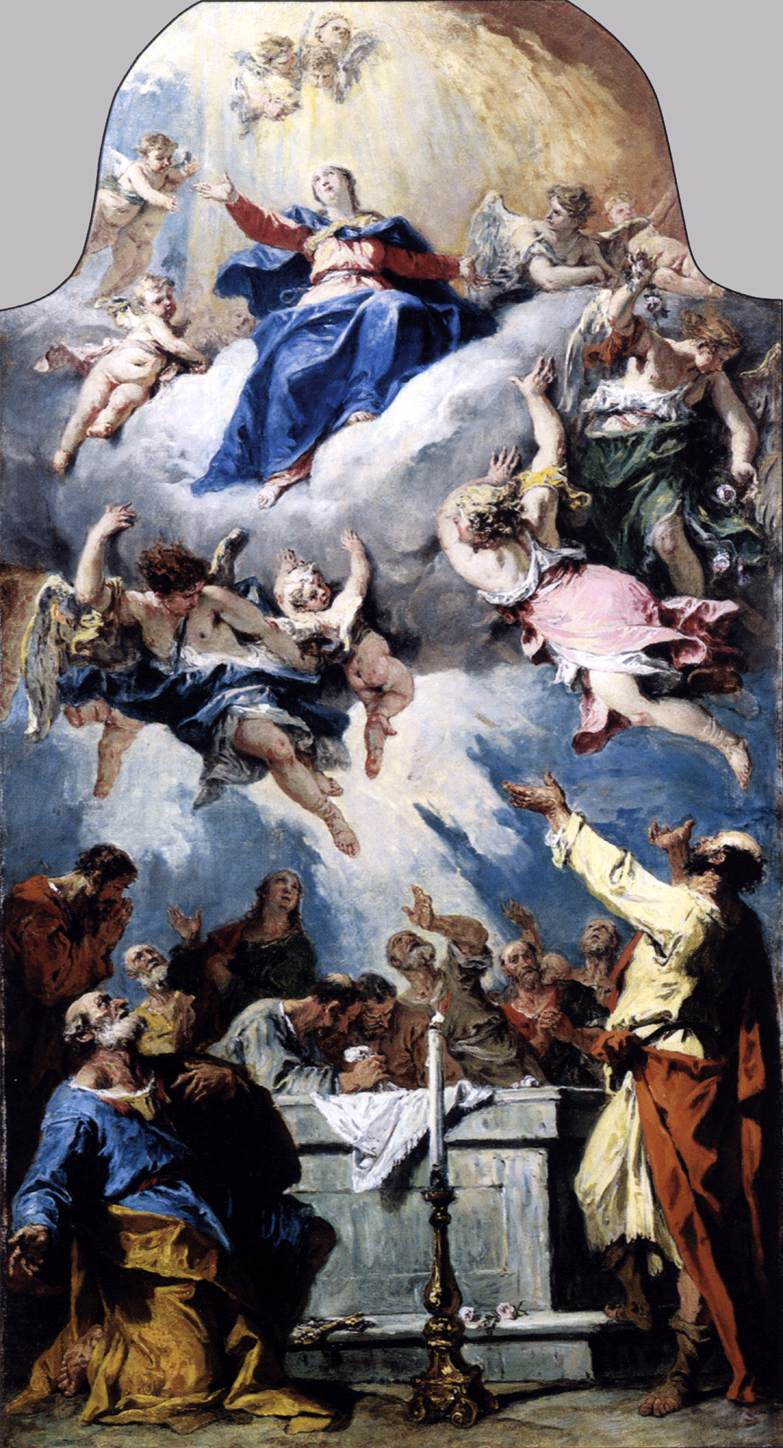
«Ассунта»
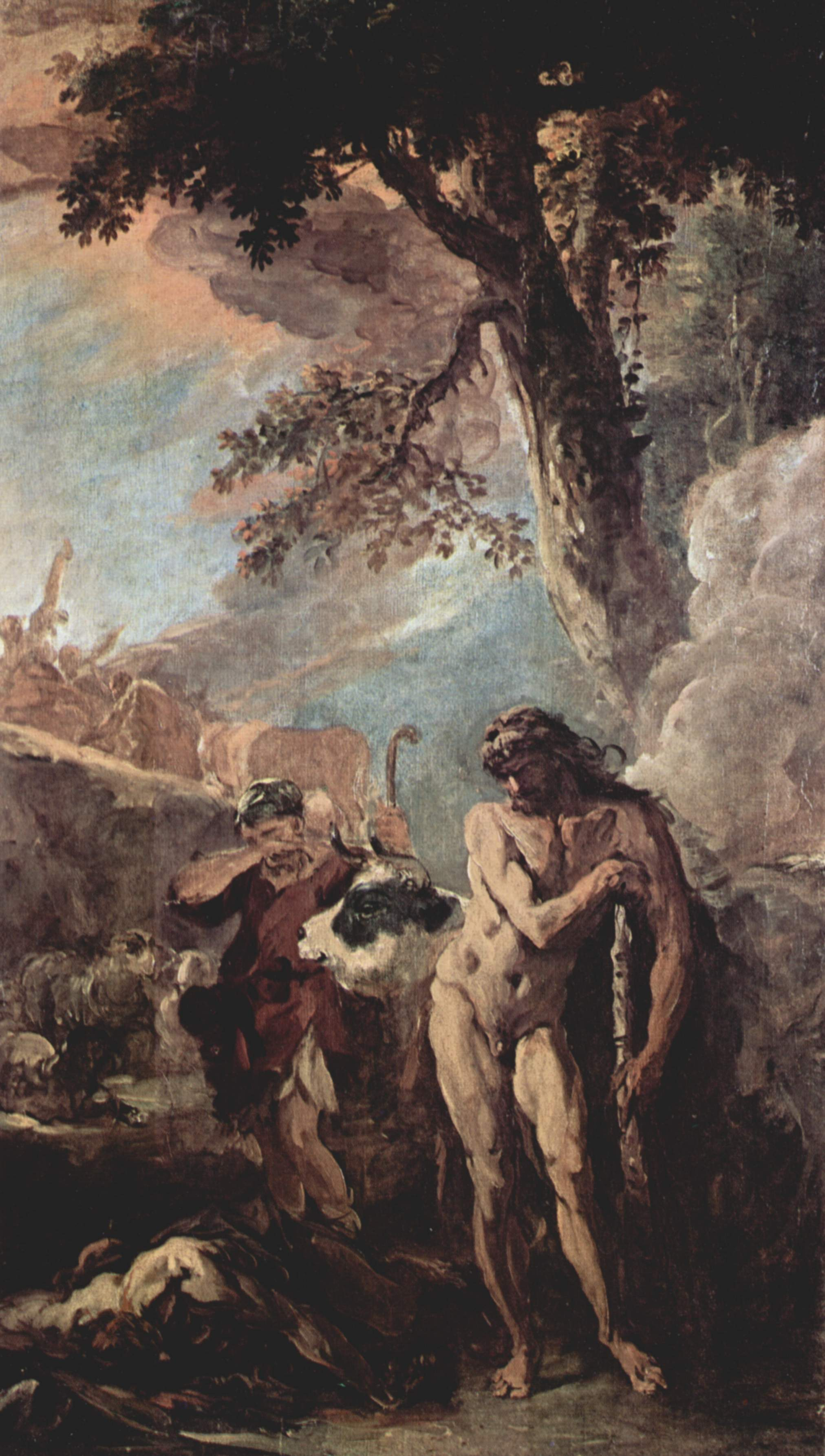
«Геркулес після двобою з Какусом»
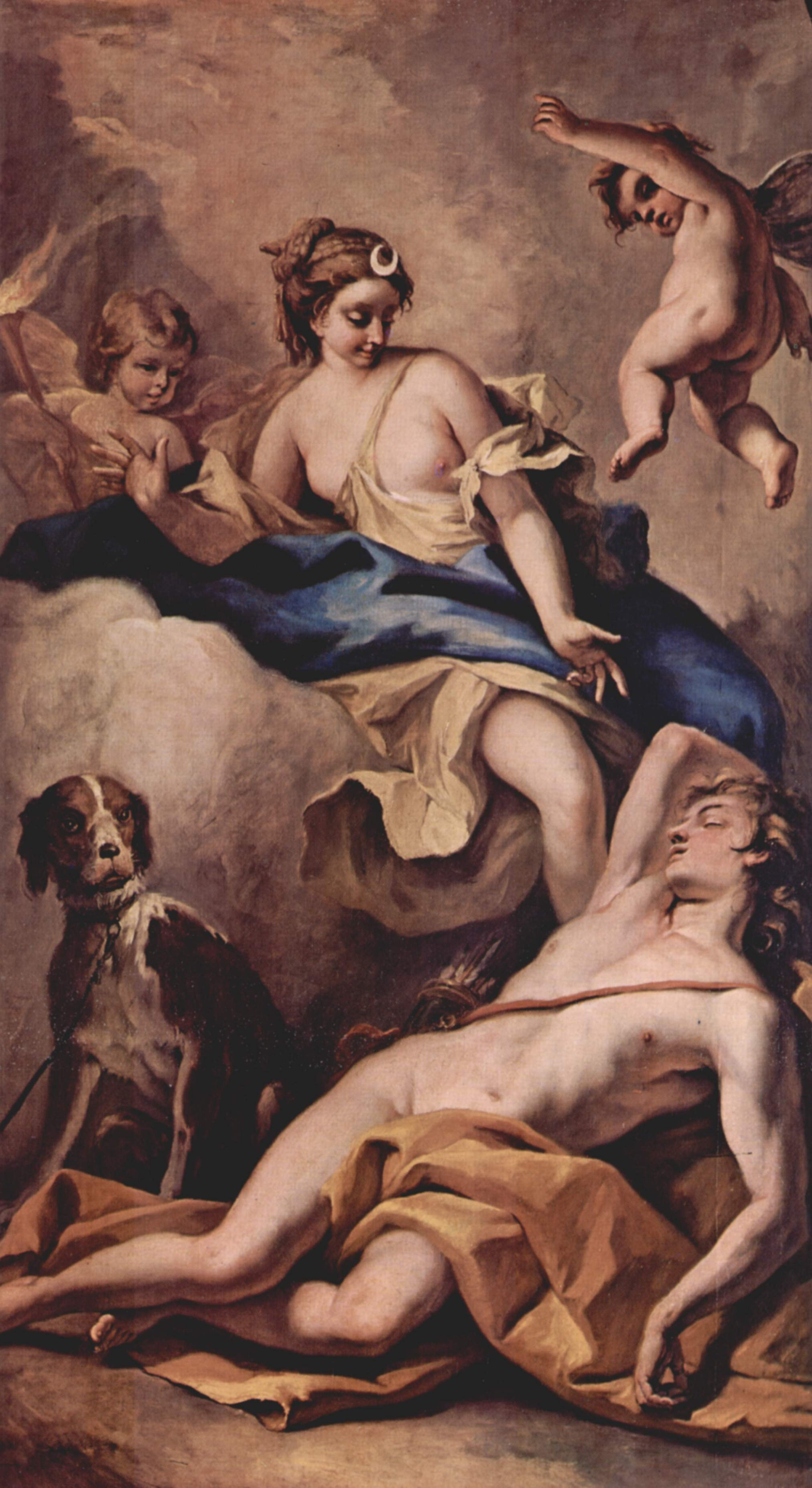
«Селена і Ендміон»
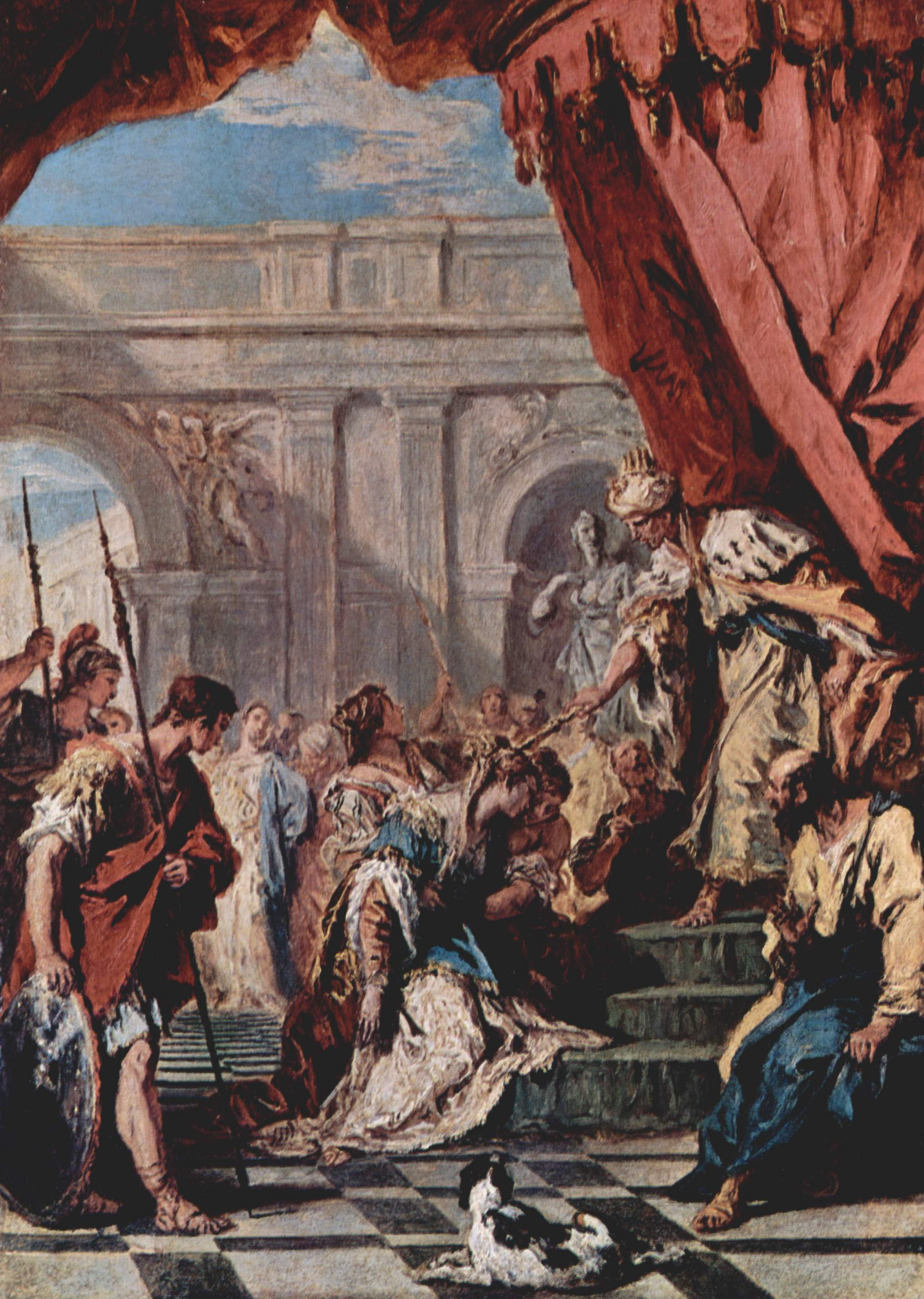
«Єсфір перед царем Артаксерксом»
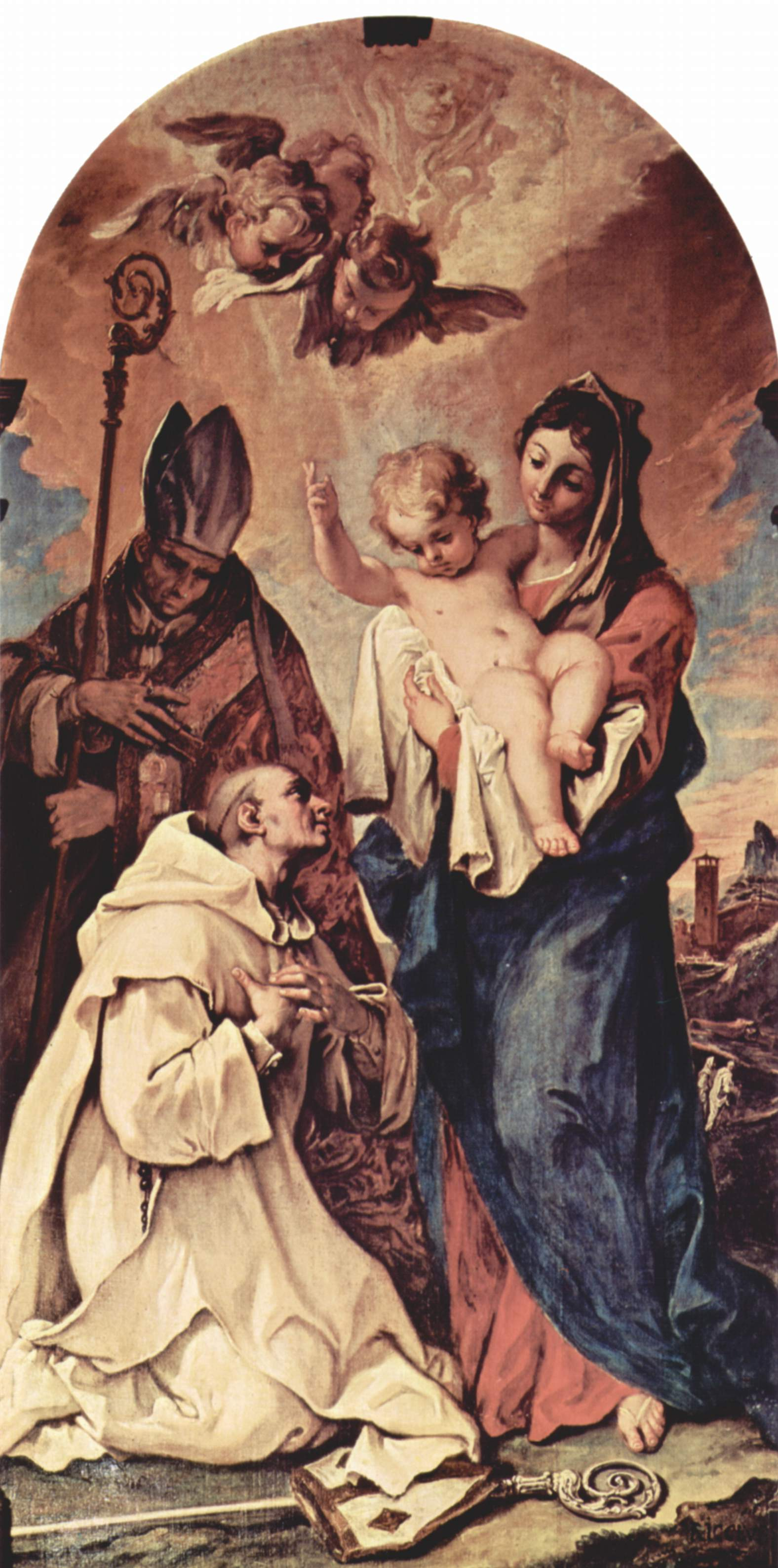
«Святий Бруно перед Мадонною»